# Blook
Ein Blook ist ein Buch, das auf Inhalten basiert, die zuerst in einem Blog veröffentlicht wurden. Das Wort ist als Neologismus zusammengesetzt aus den englischen Wörtern book (Buch) und weblog. Seit Januar 2004 wurden in Japan mehr als 300 solcher Bücher verlegt, im englischsprachigen Raum etwa 100 (Stand Oktober 2006).

## Definitionen
Der Begriff geht zurück auf den amerikanischen Journalisten Jeff Jarvis, der das Wort bei einem Wettbewerb vorschlug, den der Amerikaner Tony Pierce ausschrieb, um einen Begriff für seine als Buch zusammengefassten Blogeinträge zu finden, das er dann im Jahr 2002 publizierte. Pierce veröffentlichte daraufhin zwei weitere Blooks, How to blog und Stiff.
Der Begriff wird auch verwendet für
- Bücher über Blogs und für
- Fortsetzungsromane, die in Blogs veröffentlicht werden. Die jeweiligen Kapitel werden hier als einzelne Blogeinträge veröffentlicht, sodass die Leser den Blog mit einem RSS-Web-Feed abonnieren, taggen oder auch kommentieren können. Diese Art von Blook wurde im September 2005 populär, als Tom Evslin eine Kriminalgeschichte auf hackoff.com[5] startete.

Nach einem Bericht der englischen Zeitung The Guardian befand sich das Wort Blook auf einer Liste des Word of the Year award des Oxford English Dictionary 2006.

## Japan
Das bekannteste japanische Blook ist Train Man (Densha Otoko). Seit der Veröffentlichung 2004 wurden über eine Million Exemplare des Buches in Japan verkauft und ca. 11 Millionen US-Dollar eingenommen. Das Buch ist in verschiedenen Sprachen erschienen (chinesisch, koreanisch) und wird in weitere übersetzt (Thailändisch, Italienisch, Englisch). Es gingen ein Film, ein Soundtrack, eine TV-Serie, ein Spiel und weitere Ableger aus dem Blog hervor.
Mit seinem Blog über seine herrschsüchtige Ehefrau wurde der 32-jährige Kazuma (jap. 一馬) aus Fukuoka zu einem der erfolgreichsten Blogger Japans. Über sein Blook oni-yome nikki (鬼嫁日記, „Demon Wife Diaries“, „Die wahre Geschichte über meine Teufelsfrau“) hinaus diente sein Blog als Vorlage für eine TV-Sitcom (Oniyome Diary), eine Manga-Reihe, ein Videospiel (Jitsuroku Oniyome Nikki, Sony PSP) und einen Film. Alleine für die Buchrechte erhielt Kazuma 300.000 US-Dollar.

## Auszeichnungen
2006 wurde mit dem mit 10.000 US-$ dotierten Lulu Blooker Prize in den USA erstmals ein Preis für Blooks vergeben. Der Preis wird von dem Book-on-Demand-Anbieter Lulu.com ausgeschrieben. Der Hauptpreis im Jahr 2006 ging an Julie Powell (Non Fiction), für das Kochbuch Julie & Julia, weitere Preise gingen an Cherie Priest (Fiction) und Zack Miller (Webcomic).
2007 ging der Lulu Blooker Prize an den US-Soldaten Colby Buzzell für das Buch My War: Killing Time in Iraq, das auf dessen Blog My War basiert.